# Rodolfo Vicente
Rodolfo Vicente (nacido el 21 de julio de 1946) es un exfutbolista argentino.

## Trayectoria
Vicente empezó su carrera futbolística en Racing Club, donde jugó hasta enero de 1968 y ganó la Copa Intercontinental en 1967 contra el Celtic. Después se unió al Atlanta en la Primera B y, con su buena presencia, jugó durante cuatro temporadas.
En el verano de 1972, las transferencias de futbolistas latinoamericanos a Grecia, de acuerdo con la tendencia de la época, llevaron a Vicente, junto con Néstor Errea y Hugo Zeer, al AEK Atenas. Sin embargo, nunca se adaptó y no ayudó al equipo en una temporada generalmente mala, en la que terminaron en quinto lugar. El 13 de septiembre de 1972, anotó su primer gol en el club en un partido de la Copa de la UEFA en casa contra el Salgótarján.
En el verano de 1973, regresó a la Argentina para jugar en Chacarita Juniors y Ferro Carril Oeste antes de retirarse en 1978.

## Selección nacional
Compitió una vez por Argentina en los Juegos Panamericanos de 1967, donde contribuyó a la victoria final por 5-0 contra Colombia y obtuvo el quinto lugar.